# Fresnes (Yonne)
Fresnes je francouzská obec v departementu Yonne, v regionu Burgundsko-Franche-Comté. V roce 2008 zde žilo 74 obyvatel.